# Barbora Seemanová
Barbora Seemanová (* 1. April 2000 in Prag) ist eine tschechische Schwimmerin.

## Karriere
Seemanová schwamm im Juni 2016 erstmals 200 m Freistil in unter 2 Minuten, als erste tschechische Schwimmerin überhaupt. Im Juni gewann sie mit einer Zeit von 1:58,14 min über 200 m Freistil die Silbermedaille bei den Europäischen Jugendschwimmmeisterschaften. Bei ihren ersten Olympischen Spielen erreichte sie auf dieser Distanz mit einer Zeit von über zwei Minuten Platz 31.
Seemanová gewann drei Medaillen im Freistil bei den Olympischen Jugend-Sommerspielen 2018 in Buenos Aires: Gold über 50 m und 100 m sowie Bronze über 200 m. Im Mai 2021 wurde sie in Budapest erstmals Europameisterin, mit persönlicher Bestzeit. Dies war die erste Goldmedaille bei Schwimmeuropameisterschaften für Tschechien seit 2012. Bei ihren zweiten Olympischen Spielen erreichte Seemanová im Juli 2021 das Finale über 200 m Freistil. Sie stellte dort mit einer Zeit von 1:55,45 wieder eine neue persönliche Bestzeit auf, wodurch sie Platz 6 erreichte. 
Bei den Europameisterschaften 2024 in Belgrad wurde Seemanová mit einer neuen persönlichen Bestzeit von 53,50 s Europameisterin über 100 m Freistil. Bei den Olympischen Spielen in Paris trat Seemanová in vier Disziplinen an. Über 200 Meter Freistil erreichte sie als einzige Europäerin das Finale und belegte den sechsten Platz.